# Votation populaire
Cet article court présente un sujet plus développé dans : Initiative populaire en Suisse, Initiative populaire fédérale, Référendum obligatoire en Suisse et Référendum facultatif.

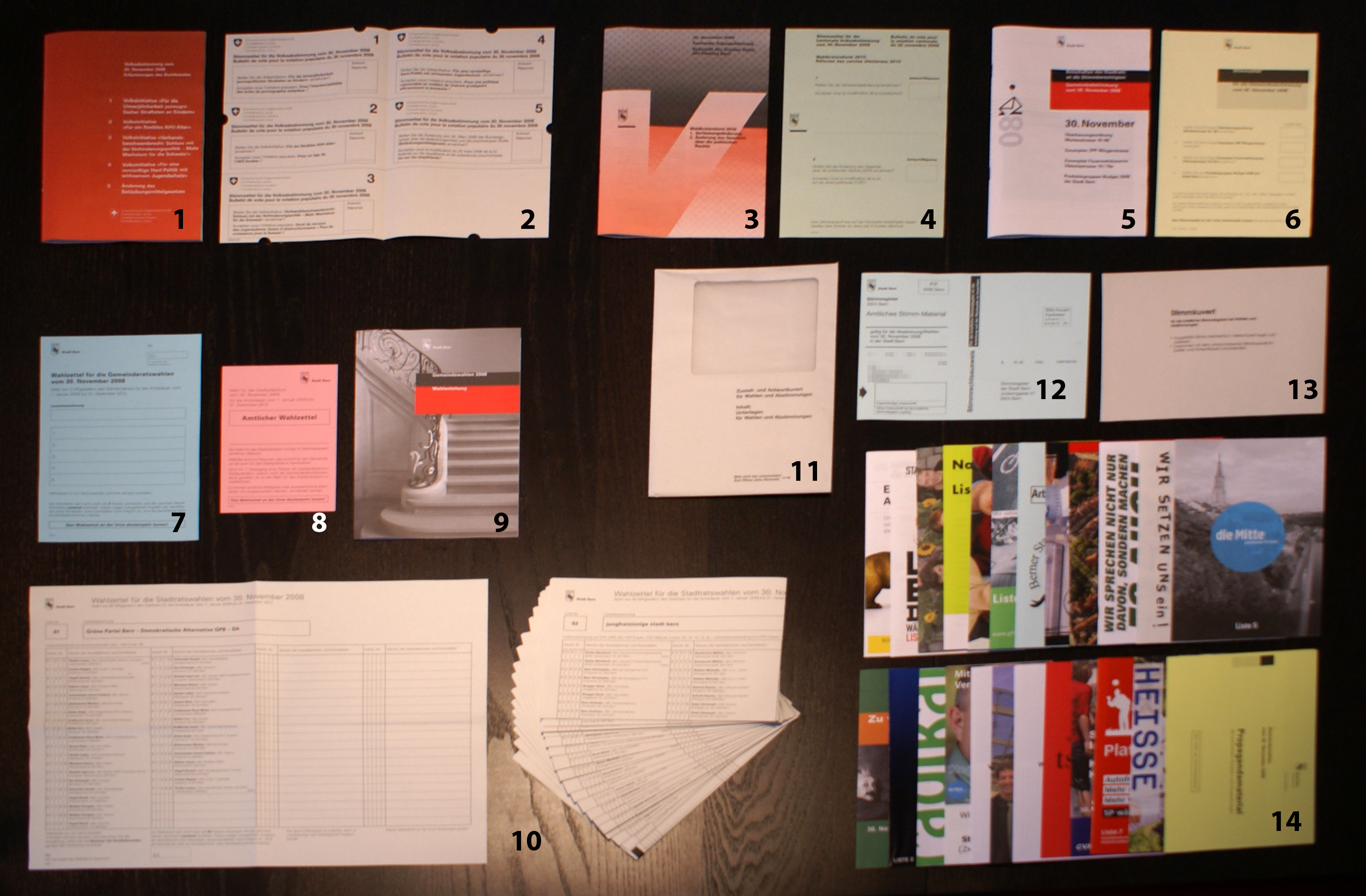
Matériel de vote pour une votation et une élection

La votation populaire (en allemand Volksabstimmung, en italien votazione popolare et en romanche votaziun dal pievel) en Suisse est un vote populaire par lequel les membres d'une collectivité ayant le droit de vote prennent des décisions. Une votation peut être organisée au niveau communal, cantonal ou fédéral.

## Types
Elle peut porter sur la création ou la modification de lois, des actions concrètes, des modifications de la constitution, la ratification d'un accord international. Le résultat d'une votation est contraignant, les autorités étant dans l'obligation d'appliquer le résultat du vote quelles que soient les recommandations qu'elles auraient pu communiquer. On distingue deux types de votations :
- Les référendums, qui sont des votations populaires portant sur des décisions déjà approuvées au niveau parlementaire. Un référendum obligatoire a lieu dans tous les cas de figure prévus par les constitutions fédérale ou cantonales. Les décisions qui ne sont pas soumises au référendum obligatoire peuvent être contestées, à la demande d'un certain nombre de citoyens, par un référendum facultatif.

- Les initiatives populaires, qui sont des propositions formulées par un groupe de citoyens. Les initiatives populaires fédérales portent exclusivement sur des modifications de la constitution fédérale. Les initiatives populaires cantonales, quant à elles, peuvent porter aussi bien sur des modifications ou sur la création de textes de loi que sur des modifications des constitutions cantonales.

La principauté du Liechtenstein dispose d'un système de votation populaire analogue. Le prince dispose cependant d'un droit de veto, bien que rarement utilisé.